# Gamma Tauri
Gamma Tauri (Hyadum I, Prima Hyadum, Primus Hyadum, 54 Tauri) é uma estrela na direção da constelação de Taurus. Possui uma ascensão reta de 04h 19m 47.53s e uma declinação de +15° 37′ 39.7″. Sua magnitude aparente é igual a 3.65. Considerando sua distância de 154 anos-luz em relação à Terra, sua magnitude absoluta é igual a 0.28. Pertence à classe espectral G8III. É membro do aglomerado aberto Híades.